# Alpeñés
Alpeñés (aragónul Alpenyés) település Spanyolországban, Teruel tartományban. Alpeñés Cosa, Torre los Negros és Pancrudo községekkel határos. Lakosainak száma 26 fő (2024).

## Népesség
A település lakosságának változását az alábbi diagram mutatja:
| Lakosok száma | 28   | 27   | 26   | 25   | 25   | 19   | 23   | 22   | 20   | 26   |
|               | 2001 | 2004 | 2007 | 2009 | 2012 | 2014 | 2017 | 2019 | 2022 | 2024 |